# Saladelafont
Saladelafont o Sala de la Font és una masia del municipi de Sant Llorenç Savall (Vallès Occidental) protegida com a bé cultural d'interès local. Està situada a 618 metres d'altitud, a prop de l'extrem nord-occidental del terme, prop del termenal amb Mura, a la capçalera del torrent de la Sala, al nord-est del Castell de Pera.
Només en resta un petit fragment de paret, un cup i la columna de la pallissa. Salafelafont està documentada des del segle xvi. Va ser enderrocada a mitjans del segle XX pel seu propietari.